# Puchar Króla (skoki narciarskie)
Puchar Króla w skokach narciarskich – coroczne zawody w skokach narciarskich mężczyzn odbywające się w latach 1979–1992 na skoczni Trampolín Albert Bofill Mosella w hiszpańskiej miejscowości La Molina.
W sumie rozegrano 12 edycji tych zawodów. W latach 1981–1992 ich wyniki zaliczane były do cyklu Pucharu Europy. Ostatnia edycja zawodów odbyła się w 1992 roku. Rok później konkurs odwołano z powodu zbyt małej liczby zgłoszeń (oprócz Hiszpanów do zawodów zgłosili się tylko reprezentanci Stanów Zjednoczonych, Kanady i Słowenii), a w 1994 roku w wyniku braku sponsora zawodów.
W czasie konkursów o Puchar Króla w skokach narciarskich kilkukrotnie ustanawiano rekord skoczni Trampolín Albert Bofill Mosella (między innymi w 1979, 1981, 1982 i 1984 roku).

## Wyniki
| Data             | Zwycięzca                                    | 2. miejsce                                   | 3. miejsce                                   | Źródło        |
| ---------------- | -------------------------------------------- | -------------------------------------------- | -------------------------------------------- | ------------- |
| 25 marca 1979    | Johan Sætre                                  | Alois Lipburger                              | Philippe Jacoberger                          | [ 3 ]         |
| 30 marca 1980    | Johan Sætre                                  | Roger Ruud                                   | Lido Tomasi                                  | [ 4 ]         |
| 1 lutego 1981    | Willi Pürstl                                 | Tomás Cano                                   | Ángel Janiquet                               | [ 5 ]         |
| 6 lutego 1982    | Ivano Wegher                                 | Bernard Guillaume                            | Per-Mårten Olsrud                            | [ 6 ]         |
| 30 stycznia 1983 | Halvor Persson                               | Magne Johansen                               | Ivano Wegher                                 | [ 7 ]         |
| 29 stycznia 1984 | Bernat Solà                                  | Magne Johansen                               | Roar Skarseth                                | [ 8 ]         |
| 1985             | Odwołane z powodu braku śniegu               | Odwołane z powodu braku śniegu               | Odwołane z powodu braku śniegu               | [ 9 ]         |
| 2 marca 1986     | Georg Waldvogel                              | Bernat Solà                                  | Bernard Guillaume                            | [ 11 ]        |
| 1 marca 1987     | Bernard Guillaume                            | Florian Treves                               | Eckhard Reichertz                            | [ 12 ]        |
| 1988             | Odwołane z powodu braku śniegu               | Odwołane z powodu braku śniegu               | Odwołane z powodu braku śniegu               | [ 13 ]        |
| 29 stycznia 1989 | Kent Johanssen                               | Bernat Solà                                  | Patrik Lüdi                                  | [ 14 ]        |
| 4 lutego 1990    | Werner Rathmayr                              | Franz Wiegele                                | Bernat Solà                                  | [ 15 ]        |
| 3 lutego 1991    | Andreas Scherer                              | Jiří Raška                                   | Klaus Huber                                  | [ 16 ] [ 17 ] |
| 26 stycznia 1992 | Sébastien Frénot                             | Jacky Arpin                                  | Janez Debelak                                | [ 18 ] [ 19 ] |
| 1993             | Odwołane z powodu zbyt małej ilości zgłoszeń | Odwołane z powodu zbyt małej ilości zgłoszeń | Odwołane z powodu zbyt małej ilości zgłoszeń | [ 20 ]        |
| 16 stycznia 1994 | Odwołane z powodu braku sponsora             | Odwołane z powodu braku sponsora             | Odwołane z powodu braku sponsora             | [ 21 ]        |